# Gecko
 Ikke at forveksle med Gecko (layout engine).
Gecko er en dansk animationsfilm fra 1997, instrueret af Morten Belvad efter hans eget manuskript.

## Handling
En ensom kunstmaler er ved at løbe tør for maling. En sarkastisk animation om kunst...og dets ofre. Tusch på celluloid med animeret salt.